# Fågelmyrtjärnen, Hälsingland
Fågelmyrtjärnen är en sjö i Ljusdals kommun i Hälsingland och ingår i Ljusnans huvudavrinningsområde.